# Дом без выхода
«Дом без выхода» (латыш. Māja bez izejas) — художественный фильм режиссёра Дзидры Ритенберги, снятый на Рижской киностудии в 1988 году. Премьера фильма состоялась в августе 1989 года.

## Сюжет
Трое сбежавших из мест заключения уголовников спрятались в летнем доме художника. Они вынуждают хозяина дачи и его гостью всячески содействовать им в попытке уйти от преследования. Главарю преступников, больному и измученному человеку, доставляет удовольствие пикировка с хозяином.
Доведённый до нервного срыва художник готов любыми способами избавиться от непрошеного соседства. Ему не хватает хладнокровия для решительной схватки и только внезапное, не ожидаемое никем самоубийство философствующего бандита приносит свободу отчаявшимся заложникам.

## В ролях
- Юозас Будрайтис — Старо
- Инара Слуцка — Яна
- Альгис Матулёнис — «Старик»
- Владимир Чепуров — «Порш»
- Гиртс Кестерис — «Зяблик»
- Петерис Крыловс — сосед
- Илгонис Швикас — заказчик

## Съёмочная группа
- Авторы сценария: Владлен Дозорцев
- Режиссёр-постановщик: Дзидра Ритенберга
- Операторы-постановщики: Харий Кукелс, Генрих Пилипсон
- Композитор: Иварс Вигнерс
- Художник-постановщик: Гунарс Земгалс
- Звукооператор: Виктор Мыльников
- Режиссёр: Юрис Целмс
- Оператор: М. Реснайс
- Художник по костюмам: Сандра Сила
- Художник-гримёр: Расма Пранде
- Монтажёр: Майя Индерсоне
- Директор: Ефим Кнафельман